# La Femme de trop
La Femme de trop (Unanswered Prayers) est un téléfilm américain réalisé par Steven Schachter, diffusé le 29 novembre 2010 sur Lifetime.

## Synopsis
Ben et Lorrie se connaissent depuis le lycée. Depuis, ils sont mariés et heureux. Leur quotidien bascule quand Ava, l'ancienne petite amie de Ben, revient en ville après avoir perdu sa mère. Elle s'en veut d'avoir brisé le cœur de Ben des années auparavant et tient à s'excuser. Mais depuis quelques jours, Ava et Ben finissent par passer de plus en plus de temps ensemble...

## Fiche technique
- Titre original : Unanswered Prayers
- Réalisation : Steven Schachter
- Scénario : Garth Brooks et Anne Gérard
- Photographie : Eric Van Haren Noman
- Musique : Steve Porcaro
- Pays : États-Unis
- Durée : 88 minutes

## Distribution
- Eric Close (VF : Guillaume Lebon) : Ben Beck[2]
- Samantha Mathis (VF : Dominique Vallée) : Lorrie Beck[2]
- Mädchen Amick (VF : Anne Rondeleux) : Ava Andersson[2]
- Jennifer Aspen : Jeanette
- Danny Chambers (VF : Richard Leblond) : Henry
- Tony Oller (VF : Hervé Grull) : Jesse Beck
- Alex Frnka (VF : Kelly Marot) : Monet[3]
- John Harrington Bland (VF : Michel Laroussi) : Ricky Keisel
- Patty Duke : Irene[3]
- Diesel Madkins (VF : Jean-Luc Atlan) : Charlie
- Dionne Audain (VF : Catherine Artigala) : l'infirmière

 Source et légende : version française (VF) sur RS Doublage